# Діаграма пакетів

Діаграма пакетів UML

Діаграми пакетів уніфікованої мови моделювання (UML) відображають залежності між пакетами, з яких і складається модель.
Пакет (package) — елемент моделі, який використовують для групування інших елементів моделі. Елементи моделі, які входять до складу певного пакета, називаються членами пакета. Пакет володіє усіма своїми членами. Про членів пакета кажуть, що вони є у власності пакета, тобто належать йому. Якщо певний пакет видаляється з моделі, то з неї також видаляються усі члени, що знаходяться у власності цього пакету.

## Огляд
Окрім стандартних відношень залежності в UML існує два спеціальних види залежності, які визначено між пакетами:
- Імпорт пакета
- Злиття (суміщення, об'єднання) пакетів

Імпорт пакета — це відношення між тим простором імен (неймспейс — namespace), який здійснює імпорт, і пакетом, який вказує на те, що простір імен додає назви членів пакета до їхнього власного простору імен. За замовчуванням, не зауважена залежність між двома пакетами інтерпретується як відношення «імпорт пакета».
Злиття пакетів — направлене відношення між двома пакетами, яке показує, що вміст двох пакетів має бути об'єднано. Це дуже схоже на «узагальнення» у тому значенні, що первинний елемент ніби додає характеристики цільового елементу до своїх власних, з чого випливає елемент, який містить у собі характеристики обох елементів.

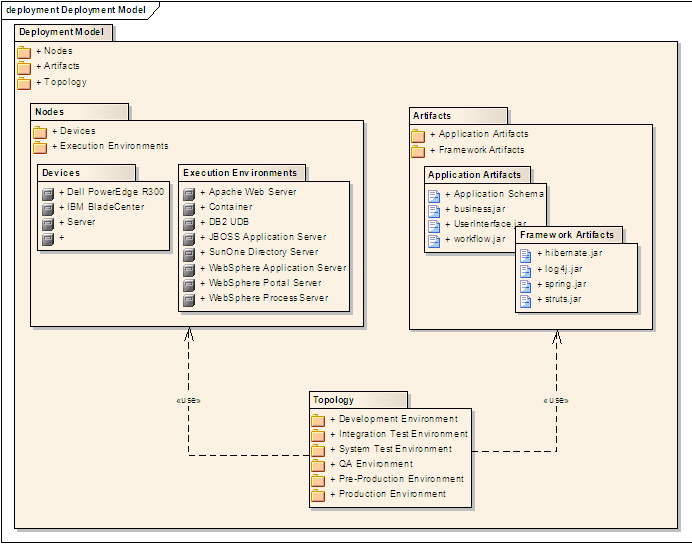
UML 2.0 Package diagram

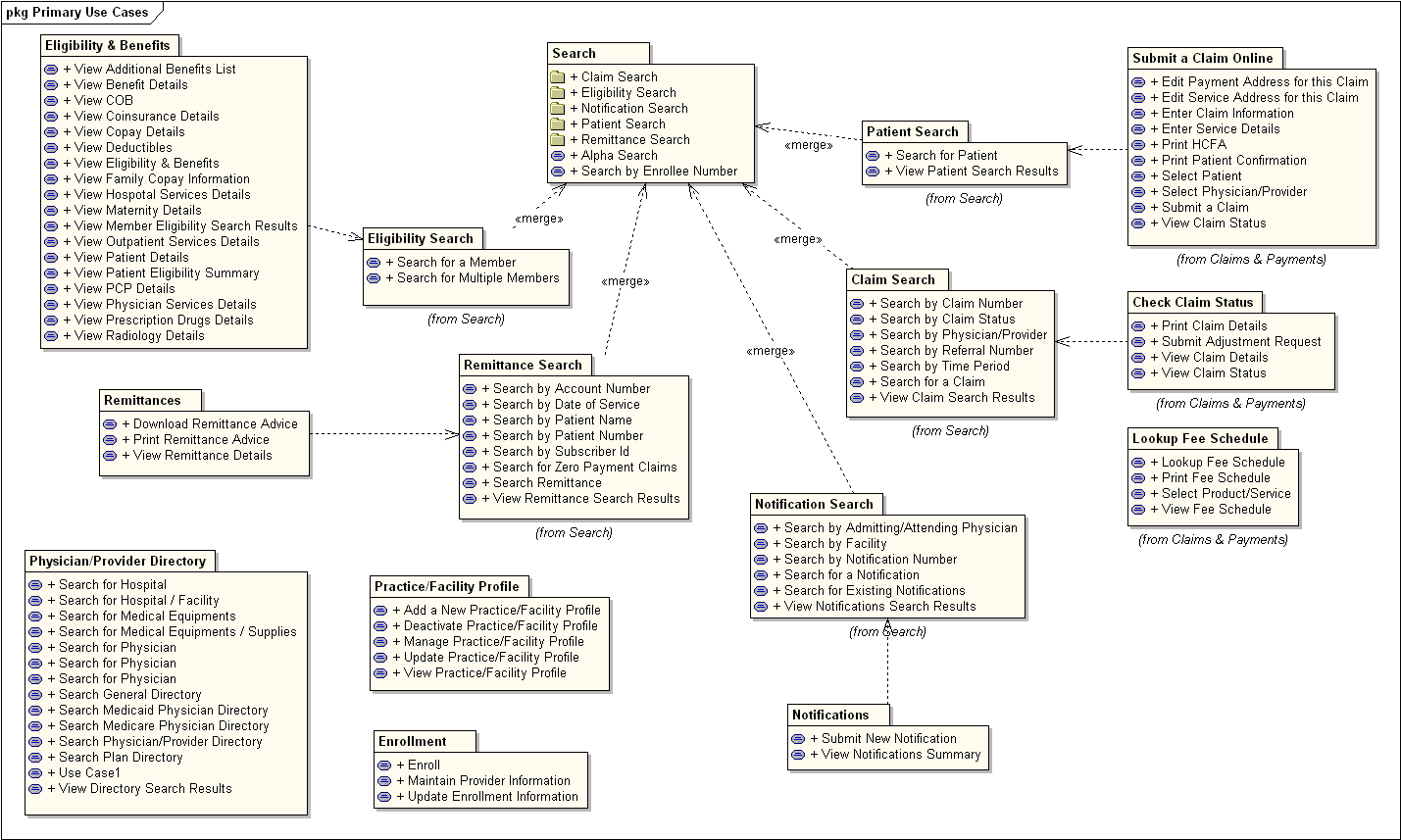
Пакет з use case

## Застосування
Діаграми пакетів можуть використовувати пакети, які містять прецеденти для демонстрації функціональності програмного забезпечення системи. Діаграми можуть використовувати пакети, які показують різноманітні шари програмного комплексу для ілюстрації його архітектури, що складається з різних шарів. Залежності між цими пакетами можуть бути наділені позначками / стереотипами, щоби вказати механізм зв'язку між шарами.